# Phallichthys
Phallichthys es un género de peces actinopeterigios de agua dulce, distribuidos por ríos de América Central.

## Especies
Existen cuatro especies reconocidas en este género:
- Phallichthys amates (Miller, 1907)
- Phallichthys fairweatheri Rosen y Bailey, 1959
- Phallichthys quadripunctatus Bussing, 1979
- Phallichthys tico Bussing, 1963